# Tristan Myles
Tristan Myles é um especialista em efeitos especiais americano. Como reconhecimento,venceu o Óscar 2019 na categoria de Melhores Efeitos Visuais por First Man (2018).